# 헤클러운트코흐 HK416
HK416(Heckler & Koch HK416)은 독일 헤클러&코흐가 설계하고, 제작한 돌격소총이다. 설계는 AR-15급 무기(특히, 미군의 콜트 M4 카빈 계열)를 기반으로 하고 있지만, 아말라이트 AR-18에서 파생된 단사형 가스 피스톤 방식을 사용한다. (헤클러&코흐의 이전 G36 소총 계열에서도 같은 시스템이 사용되었다). 프랑스군이 FAMAS를 대체하기 위해 채택하였으며, 노르웨이군의 표준 돌격 소총으로 채택되기도 했다. 2011년 SEAL팀 6가 오사마 빈 라덴을 사살하는데 사용한 무기이기도 하다

## 특징
HK416의 가스피스톤 시스템은 헤클러&코흐 G36의 시스템과 유사하며, M16/M4에 쓰이는 가스직동식 시스템을 대체한다. 이는 M4/M16과의 가장 큰 차이점이며, 이로 인해 M4/M16보다 향상된 신뢰성을 가진다. 가스피스톤 방식은 가스압으로 피스톤을 밀면, 피스톤과 연결된 봉이 노리쇠 뭉치를 밀어내는 방식을 말한다. 가스피스톤 방식을 사용한 HK416은 탄을 쏘고 난 후 나오는 탄매가 총열에 쌓이지 않아 내구성이 좋다. 모래속에 파묻혀있어도, 잠수 직후에도 바로 사용할 수 있어 특수전 부대에서 많이 사용하고 있다.
연소 가스가 노리쇠 뭉치와 직접 접촉하는 가스직동식의 경우 연소 가스의 그을음이 노리쇠와 약실 등에 쌓이기 때문에 철저하고 빈번한 청소가 필요하고, 가스의 열로 인해 총이 과열되기 쉬우며 부품 마모가 일어나는 단점을 가지고 있다.
HK416은 미군과 독일군의 평가를 받았다. 이라크와 아프가니스탄의 몇몇 미군 부대는 이미 HK416을 사용하고 있다는 보고가 있으며, 평가자들은 M4/M16의 많은 문제점들이 해결되었다고 이야기한다.
최근 수행된 군 적합 여부 시험에서 254 mm 총열을 가진 HK416은 작동불량(잔고장, stoppage)이나 부품 고장 없이 15,000발을 발사하였다. 12,000발을 발사한 후, HK416은 고정밀 탄약(match grade ammunition)을 사용하여 100m 거리에서 사격했을 때 5발이 1인치 원 안에 들어가는 정밀도를 보였다. 시험 견본 총기는 20,000발 넘게 발사하는 동안 고장(failure)이 없었으며, 속도나 정확도가 5% 이상 떨어지지 않았다. M4A1과 비교했을 때, 과열 현상은 현저히 줄어들었다. 초기 시험 결과 HK416은 M4A1보다 신뢰성이 높고 더 정확하며 유지보수가 수월하고 2~3배의 수명을 가질 것으로 예상된다.
HK416은 하나의 완전한 총으로 구매하거나, 윗 몸통(upper receiver)만 구매하여 기존 M4/M16의 아랫 몸통과 결합하여 사용할 수도 있다. 완전 자동으로 사격할 수 있는 HK416은 현재 정부나 군에서만 구매 가능하며 민간인은 구입할 수 없지만, HK416의 반자동 버전인 MR223(미국 명칭은 MR556)이 2007년에 소개되어 2009년 말 유럽과 미국에서 선보였다.

## 특허
미국 M16 소총, M4 카빈은 특허권이 기간만료되어, 전세계 모든 총기회사가 카피 버전을 생산, 수출할 수 있게 되었다. 다만, 상표권은 기간만료가 되지 않고 유효해서, M16, M4라는 상표명을 사용해서는 안된다.
M16 계열의 특허권 기간만료로, 시그 사우어 SIG516, 독일 H&K HK-416, 미국 LWRC M6, 미국 루거 SR556, 중국 노린코 CQ-A, 러시아 칼라시니코프 VEPR-15가 출시되었다.
대한민국은 M16을 라이센스 생산해서 사용했으나, 특허를 피하고 저렴한 비용으로 군대에 총기를 보급하기 위해 K1A 카빈, K-2 소총을 1970년대에 설계하여, 1980년대에 실전배치해 사용중이다. M16 특허권 기간 만료로 전세계가 M16 카피를 생산, 수출하는데 비해, 아직도 대한민국은 M16 계열을 생산하지는 않고 있다.

## 대한민국
대한민국 국군의 최고 대테러 부대로 알려진 707특수임무대대가 2019년 2월 ‘특수임무단’으로 확대 개편됐다. 이와 함께 신형 총기를 대규모로 도입할 예정인 것으로 알려졌는데, 군 관계자에 따르면 대테러 역량 강화를 위해 독일 헤클러 앤 코흐(H&K)사가 만든 HK416 소총 수천 정을 도입키로 한 것으로 전해졌다.
707특수임무단이 사용하게 될 HK416 소총은 지난 2011년 5월 2일 미 해군 특수전개발단 즉 데브그루가 9·11 테러를 일으킨 사우디아라비아 출신의 국제 테러리스트 오사마 빈 라덴을 사살하는데 사용돼 유명세를 탔다. 이 밖에 미국의 델타포스 및 각국의 주요 대테러 부대와 경찰 그리고 군에서 사용 중이다.
대한민국 경찰특공대도 세계 주요 특수부대가 선택한 명품 소총 HK 416으로 무장한다.
HK416을 도입해 사용하던 해군 특수전전단(UDT/SEAL)은 부품 수급에 어려움을 겪었다고 전해진다.
현재 대한민국 국군 특수부대에서 일반적으로 쓰이는 독일제 HK416 기관단총의 경우, 외형이 멀쩡해 보이는 HK416이 컨테이너째 방치되고 있다. 부품 하나만 고장 나도 수급이 어려워 못쓰는 경우가 다반사라고 한다. 부품 교체보다 신형 판매를 유도하는 제작사의 요구도 부담이다.
이근 전 대위는 해군 특수전전단(UDT/SEAL) 복무 당시 자신은 수입 병기인 'HK416'을 사용했었다고 말했다.

## 미국
2018년, 미국 해병대가 주력 소총을 교체한다. M16A2 소총의 단축형인 M4/M4A1 카빈 소총을 M27 IAR(보병용 자동소총)로 바꿔나갈 계획이다. M27은 독일 H&K사 제품으로 HK416의 개량형. 실루엣은 미국 콜트사제 M16 시리즈와 닮았다. 당연하다. M27이든 HK416이든 M16의 개량품이기 때문이다. 작동방식은 가스직동식에서 가스피스톤식으로 바꿨지만 외형은 영락없이 AR이다. 외형상 가장 큰 식별점은 길이. M27이 M4보다 20㎝ 이상 길다. 보이지 않는 차이는 더 크다. M27의 1정당 단가는 약 3,000달러로 700~1,200달러선인 M4보다 훨씬 비싸다. 비싼 만큼 제값을 할까. 미 해병대는 정밀사격 거리가 최소한 40m 이상 길어질 것으로 기대한다. M4에 비해 빈번한 청소 부담이 줄고 집중적인 급작 사격 시 총열이 덜 달아오른다는 점도 장점이다.
미 해병대는 다만 M27을 부분 교체할 계획이다. 전투병의 개인화기는 전량 교체하되 박격포나 대전차미사일·포병 등은 여전히 M4를 사용하도록 할 방침이다. 미 해병대에게 M27은 낯설지 않다. 지난 2010년부터 분대당 3정이 배치돼 분대자동화기인 M249를 대체했기 때문이다. 미 해병대 1개 분대의 정원은 13명(한국 해병대는 8명, 전시에는 10명)으로 분대장 1명에 4명으로 구성되는 팀이 3개 있다. 분대 내 팀당 1정씩 M27이 이미 보급돼 있다는 얘기다.

## M4 카빈과 다른 점
- 쇼트 스트로크 가스피스톤 방식
  - 향상된 신뢰성
  - 그을음이 몸통 안으로 전달되지 않음
  - 총기 청소가 덜 필요
  - 사용자가 부품들을 제거하거나 교체 가능
  - 총열 길이나 탄약이 변해도 문제없이 동작 (상황에 따라 자동적으로 가스압 조절이 이루어짐)
- 향상된 완충 시스템
- 내구성이 향상된 강철 탄창 (기존 미군 M16 탄창은 알루미늄 탄창)
  - 향상된 급탄 신뢰성, 내구성, 유효 수명(service life)
- 개량된 총열/노리쇠 폐쇄돌기 (barrel/bolt locking recesses/lugs)
- 개선된 갈퀴(extractor)와 용수철, 완충기(buffer)
- HK 냉간 단조 총열(cold-hammer forged barrel)
  - 유효 수명 증가[6]
  - 정확도와 사용자 안전성 향상
- HK 부동(free-floating) 모듈러 레일 시스템
- HK 디옵터식 기계식 조준기(가늠쇠-가늠자)

그외 개발 진행 중인 특징들
- 개선된 표면 처리, 좌우 대칭 조작(ambidextrous controls)
- 공포탄 발사 어댑터와 실탄 차단 탄창
- 적외선 레이저 조준기(IR laser aimer)와 발광기(illuminator)를 가지는 통합된 리플렉스 사이트

## 문제점
그러나 현재 HK416을 쓰고 있는 노르웨이에서 문제점이 발견되었다.
- 추운 지방에서는 피스톤이 얼어버림.
- 가스 조절기가 자동으로 바뀜.

이외에도 M4보다 무거운 점이나, 비싼 가격으로 인하여 M4를 대체하기에는 무리가 있다.

## 변형
- D10RS - 10.5 인치(267 mm) 총열 모델
- D145RS - 14.5 인치(368 mm) 총열 모델
- U10RS - 10.5 인치(267 mm) 총열을 가진 윗 몸통
- U145RS - 14.5 인치(368 mm) 총열 모델을 가진 윗 몸통
- HK416C - 9인치 총열과 신축식 개머리판을 가진

단축형 모델
- HK416A5 - 미국 IC사업에 출품하기 위해 만들어진 모델

개량형 STANG 탄창이 사용가능하다
- HK417 - 7.62 × 51 mm NATO 탄 사용 모델

## 대한민국
M4 카빈을 개량한 HK416 카빈을 다시 개량한 것이 다산기공에서 생산하는 다산 CAR-816이다. 그러나 대한민국 국군에서는 이를 구매하지 않고, 수출만 하고 있다. 다산 CAR-816은 반동 완화 기술이 적용됐으며 가스량 조절 및 발사속도 조절 기능을 이용해 사용 환경에 최적화할 수 있다. 다산기공은 AK-47, 아말라이트 AR-15도 생산중이다.
HK-416과 CAR-816의 장점을 모아,다산에서 새로  DAR-15P라는 소총을 내놓았다.

## 사용 국가
- 네덜란드: 육군 특수부대 Korps Commandotroepen가 C8 카빈을 대체할 목적으로 테스트하고 있다.
- 노르웨이: 1967년부터 사용된 AG-3을 대체하여 2008년 말 전군의 제식소총으로 채택되었다. 노르웨이군은 2007년 5월 31일 8,200정의 HK416을 구입하였으며, 2010년 말까지 총 2만 4천 정의 도입이 예정되어 있다.

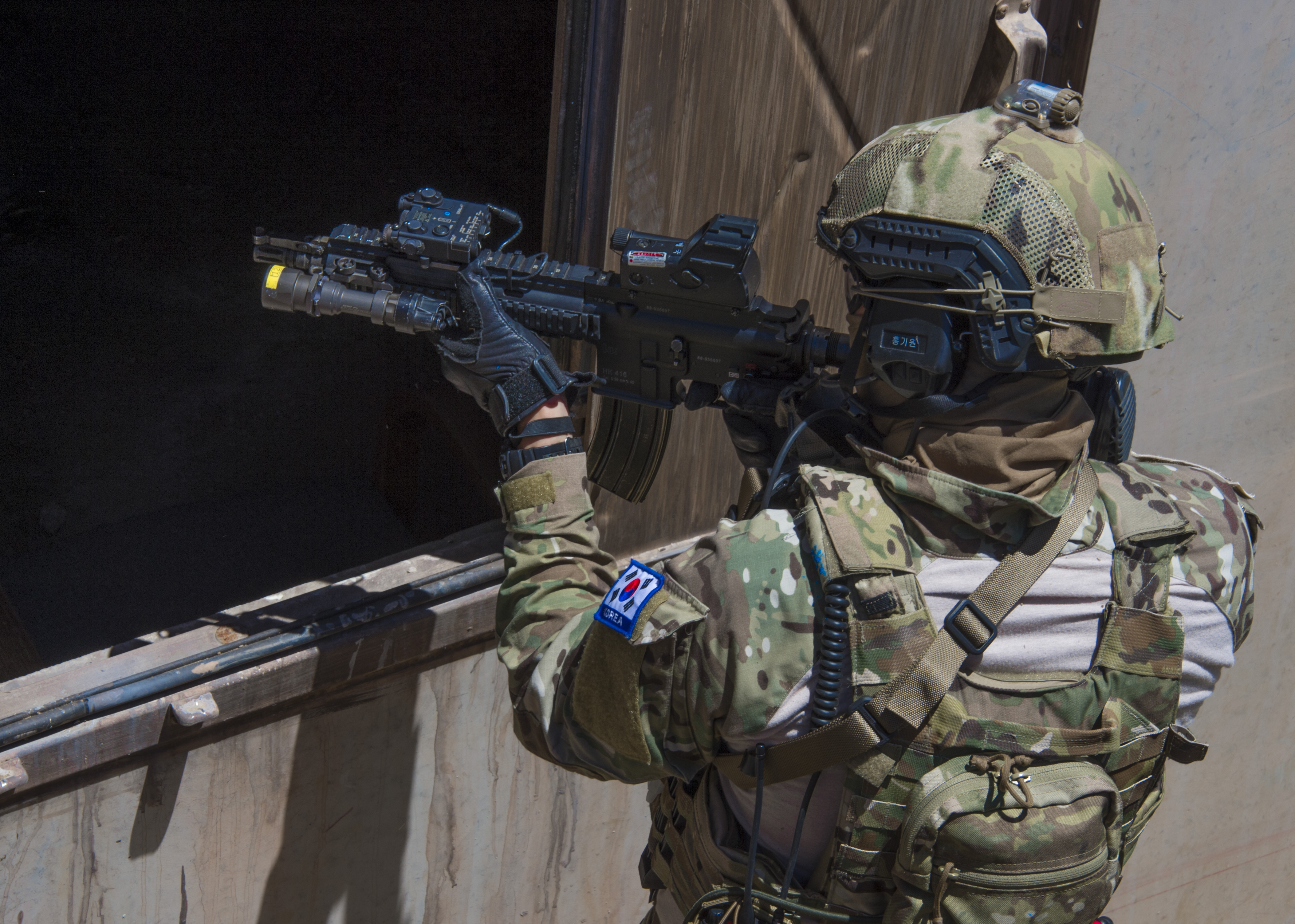
해군특수전전단 대원이 HK416을 사용하고있다.

- 대한민국: 대한민국 특수화기전술조 SWAT, 대한민국 해군 특수전전단(UDT/SEAL)[8]
- 독일: GSG9과 KSK에서 G38이라는 명칭으로 사용한다.
- 말레이시아: 해군 특수부대 PASKAL
- 미국 : 델타 포스와 DEVGRU를 비롯한 다수의 미군 특수부대와 사법기관이 사용한다.
- 불가리아: 육군 특수부대에서 사용한다.
- 슬로베니아: 경찰 특공대
- 알바니아: 특수부대 BOS에서 사용한다.
- 인도네시아: Detasemen Jala Mengkara (Denjaka)
- 일본: 해상자위대가 일부 도입하였다(시험 채용).
- 중화민국: 중화민국 행정원 해안순방서(行政院海岸巡防署)에서 M4 카빈과 함께 테스트하였다(최종적으로는 M4 카빈을 채용).
- 튀르키예: MKEK가 HK416의 카피인 Mehmetçik-1을 도입하여 터키군의 G3 소총을 대체할 계획이었으나, 시험 생산만을 거치고 취소되었다.[9][10][11].
- 포르투갈: 포르투갈 해군 특수부대 DAE(Special Actions Detachment)
- 폴란드:GROM과 일부 사법 기관
- 프랑스: 프랑스 공군과 육군 특수 작전 부대, GIGN

## 대중 문화

### 게임
- 배틀그라운드, 배틀그라운드 모바일, 배틀그라운드: 뉴 스테이트에서 5.56mm탄을 사용하는 돌격소총 M416(Hk416이전의 개량버전,즉 M4A1의 개량형),일명 엠포로 등장한다.(하지만 이는 잘못된 표현이다. 정식명칭은 Hk416이며 저작권 문제로 M416으로 바뀐 것이다. 많은 배그유저들이 엠포라고 떠벌리고 다니고있다. 진짜 엠포는 따로있다. M4. 그럼에도 불구하고 아직까지도 m416으로 알고 있다.)
- 로블록스의 팬텀포스라는 게임에서 밸런스형 소총으로 등장한다.
- 이외에도 많은 게임에서 돌격소총으로 등장한다.

## 같이 보기
- M4 카빈
- M16 소총
- 가스 피스톤 방식
- 가스 직동식
- 헤클러운트코흐 G36
- FN SCAR
- HK417

## 참고자료
- 홍희범 (2007년 2월 28일). 《월간 플래툰 3월호》. 서울특별시: 호비스트. 46~53 / 74~83쪽. ISBN-6000215763.